# Tour de Martinique 2024
Le Tour de Martinique 2024, d'une distance de 981,8 km, est la 43e édition du Tour de Martinique cycliste et se déroule du 7 au 14 juillet.
Ce Tour est remporté par Stefan Bennett (Team Jeunesse Cycliste 231 McDonald CléCod), il précède le Guadeloupéen Damien Urcel (Selection Guadeloupe), qui termine deuxième de cette édition à 7 s. Jules Chatelon (NIPPO-EF de Martigues), vainqueur de 2 étapes, complète le podium en terminant à 1 min 3 s. Florian Barket (Team Energizer) remporte le maillot à pois du classement de la montagne tandis que Jules Chatelon (NIPPO-EF de Martigues) remporte le maillot rouge de meilleur jeune.
Damien Urcel (Selection Guadeloupe), vainqueur de la 4e étape, remporte le maillot blanc du classement par points et le classement du combiné. L'allemand Joshua Arnold (Knippcycling-Shär Gärten), remporte le classement des points chauds. Marc Flavien (Team Gedimat Madinina Bike) gagne le classement de la combativité. Pour finir, la Selection Guadeloupe de Damien Urcel gagne le classement par équipes.

## Équipes
| Sélections régionales (2) | Sélections régionales (2) | Sélections régionales (2) |
| Nom de l'équipe           | Pays                      | Code                      |
| ------------------------- | ------------------------- | ------------------------- |
| Iles de la Guadeloupe     | France                    |                           |
| Sélection de Guyane       | France                    |                           |

| Équipes de clubs (20)                              | Équipes de clubs (20) | Équipes de clubs (20) |
| Nom de l'équipe                                    | Pays                  | Code                  |
| -------------------------------------------------- | --------------------- | --------------------- |
| ASC Karaïbes Culture Sports                        | France                |                       |
| Ass. RCVT de la Police Nationale 972               | France                |                       |
| Club Cycliste Vauclinois                           | France                |                       |
| Équipe Mixte Vélo Club Lucéen 228                  | France                |                       |
| Etoile Cycliste Lamentinoise                       | France                |                       |
| Hessen Frankfurt Opélit                            | Allemagne             |                       |
| Knippcycling-Shär Gärten                           | Suisse                |                       |
| Mixte Espoir Cycliste Ducossais/Team Cycling Foyal | France                |                       |
| Mixte Winner Team VTT/Club Cycliste Samaritain     | France                |                       |
| NIPPO-EF de Martigues                              | France                |                       |
| Pédale d'Or Joséphine                              | France                |                       |
| Team Crédit Mutuel-Garage Premier-Fewoss           | France                |                       |
| Team Energizer                                     | France                |                       |
| Team Gedimat Madinina Bike                         | France                |                       |
| Team Jeunesse Cycliste 231 McDonald CléCod         | France                |                       |
| Team Pédale Pilotine-Maxo Location                 | France                |                       |
| Union Cycliste Pélussin                            | France                |                       |
| Union Cycliste Spiritaine                          | France                |                       |
| Vélo Club du François                              | France                |                       |
| Velo Schils Doltini                                | Royaume-Uni           |                       |

## Étapes
| Étape                 | Date            | Villes étapes                   |                             | Distance (km) | Vainqueur d’étape | Leader du classement général |
| --------------------- | --------------- | ------------------------------- | --------------------------- | ------------- | ----------------- | ---------------------------- |
| 1re étape 1er tronçon | dim. 7 juillet  | Fort-de-France – Le Marin       | Étape de plaine             | 103,8         | Damien Urcel      | Damien Urcel                 |
| 1re étape 2e tronçon  | dim. 7 juillet  | Le Marin – Fort-de-France       | Étape accidentée            | 68,5          | Blaine Kieck      | Blaine Kieck                 |
| 2e étape              | lun. 8 juillet  | Fort-de-France – Saint-Pierre   | Étape accidentée            | 98,1          | Théo Thomassin    | Damien Urcel                 |
| 3e étape              | mar. 9 juillet  | Rivière-Salée – Macouba         | Étape accidentée            | 111,4         | Kylian Alger      | Mathieu Pellegrin            |
| 4e étape              | mer. 10 juillet | Vauclin – Sainte-Marie          | Étape de montagne           | 110           | Damien Urcel      | Damien Urcel                 |
| 5e étape              | jeu. 11 juillet | Rivière-Salée – La Trinité      | Étape de montagne           | 99, 3         | Jules Chatelon    | Stefan Bennett               |
| 6e étape              | ven. 12 juillet | La Trinité – Ducos              | Étape de montagne           | 137,2         | Jérémy Deloumeaux | Stefan Bennett               |
| 7e étape 1er tronçon  | sam. 13 juillet | Ducos – Rivière-Pilote          | Étape accidentée            | 85,8          | Jules Chatelon    | Stefan Bennett               |
| 7e étape 2e tronçon   | sam. 13 juillet | Rivière-Pilote – Rivière-Pilote | Contre-la-montre individuel | 15,6          | Stefan Bennett    | Stefan Bennett               |
| 8e étape              | dim. 14 juillet | Rivière-Pilote – Le François    | Étape accidentée            | 130,6         | Edwin Nubul       | Stefan Bennett               |

## Déroulement de la course

### 1reétape1ertronçon
Damien Urcel remporte devant le japonais Yugi Tsuda le 1er tronçon de la 1re étape du tour de martinique. 8 coureurs ne terminent pas l'étape.
| Classement de l'étape, | Classement de l'étape, | Classement de l'étape, | Classement de l'étape,                     | Classement de l'étape, |
|                        | Coureur                | Pays                   | Équipe                                     | Temps                  |
| ---------------------- | ---------------------- | ---------------------- | ------------------------------------------ | ---------------------- |
| 1er                    | Damien Urcel           | France                 | Iles de la Guadeloupe                      | en 2 h 29 min 45 s     |
| 2e                     | Yugi Tsuda             | Japon                  | NIPPO-EF de Martigues                      | + 1 s                  |
| 3e                     | Jérémy Deloumeaux      | France                 | Iles de la Guadeloupe                      | + 29 s                 |
| 4e                     | Marc Flavien           | France                 | Team Gedimat Madinina Bike                 | + 29 s                 |
| 5e                     | Josué Hodebourg Rinna  | France                 | Club Cycliste Vauclinois                   | + 29 s                 |
| 6e                     | Quentin Thollet        | France                 | Union Cycliste Pélussin                    | + 29 s                 |
| 7e                     | Jules Chatelon         | France                 | NIPPO-EF de Martigues                      | + 29 s                 |
| 8e                     | Stefan Bennett         | France                 | Team Jeunesse Cycliste 231 McDonald CléCod | + 29 s                 |
| 9e                     | Léopold Perrot         | France                 | Team Crédit Mutuel-Garage Premier-Fewoss   | + 3 min 9 s            |
| 10e                    | Steveen Risal          | France                 | Team Crédit Mutuel-Garage Premier-Fewoss   | + 3 min 9 s            |
| modifier               |                        |                        |                                            |                        |

| Classement général | Classement général    | Classement général | Classement général                         | Classement général |
|                    | Coureur               | Pays               | Équipe                                     | Temps              |
| ------------------ | --------------------- | ------------------ | ------------------------------------------ | ------------------ |
| 1er                | Damien Urcel          | France             | Iles de la Guadeloupe                      | en 3 h 10 min 6 s  |
| 2e                 | Yugi Tsuda            | Japon              | NIPPO-EF de Martigues                      | + 1 s              |
| 3e                 | Jérémy Deloumeaux     | France             | Iles de la Guadeloupe                      | + 29 s             |
| 4e                 | Marc Flavien          | France             | Team Gedimat Madinina Bike                 | + 29 s             |
| 5e                 | Josué Hodebourg Rinna | France             | Club Cycliste Vauclinois                   | + 29 s             |
| 6e                 | Quentin Thollet       | France             | Union Cycliste Pélussin                    | + 29 s             |
| 7e                 | Jules Chatelon        | France             | NIPPO-EF de Martigues                      | + 29 s             |
| 8e                 | Stefan Bennett        | France             | Team Jeunesse Cycliste 231 McDonald CléCod | + 29 s             |
| 9e                 | Léopold Perrot        | France             | Team Crédit Mutuel-Garage Premier-Fewoss   | + 3 min 9 s        |
| 10e                | Steveen Risal         | France             | Team Crédit Mutuel-Garage Premier-Fewoss   | + 3 min 9 s        |
| modifier           |                       |                    |                                            |                    |

### 1reétape2etronçon
Le sud-africain Blaine Kieck remporte le 2e tronçon de la 1re étape du tour de martinique et endosse le maillot jaune. 4 coureurs ne terminent pas l'étape.
| Classement de l'étape | Classement de l'étape    | Classement de l'étape | Classement de l'étape                      | Classement de l'étape |
|                       | Coureur                  | Pays                  | Équipe                                     | Temps                 |
| --------------------- | ------------------------ | --------------------- | ------------------------------------------ | --------------------- |
| 1er                   | Blaine Kieck             | Afrique du Sud        | Union Cycliste Spiritaine                  | en 1 h 32 min 5 s     |
| 2e                    | Corentin Lesage          | France                | NIPPO-EF de Martigues                      | + 25 s                |
| 3e                    | Mathieu Pellegrin        | France                | Iles de la Guadeloupe                      | + 32 s                |
| 4e                    | Edwin Nubul              | France                | Vélo Club du François                      | + 32 s                |
| 5e                    | Conal Scully             | Irlande               | NIPPO-EF de Martigues                      | + 56 s                |
| 6e                    | Carl Jolly               | Royaume-Uni           | Velo Schils Doltini                        | + 2 min 24 s          |
| 7e                    | Jordan Labéjof           | France                | Team Energizer                             | + 3 min 30 s          |
| 8e                    | Kylian Alger             | France                | Team Jeunesse Cycliste 231 McDonald CléCod | + 3 min 31 s          |
| 9e                    | Jules Chatelon           | France                | NIPPO-EF de Martigues                      | + 3 min 42 s          |
| 10e                   | Eddy-Michel Cadet-Marthe | France                | Team Gedimat Madinina Bike                 | + 3 min 42 s          |
| modifier              |                          |                       |                                            |                       |

| Classement général | Classement général | Classement général | Classement général                         | Classement général |
|                    | Coureur            | Pays               | Équipe                                     | Temps              |
| ------------------ | ------------------ | ------------------ | ------------------------------------------ | ------------------ |
| 1er                | Blaine Kieck       | Afrique du Sud     | Union Cycliste Spiritaine                  | en 4 h 4 min 59 s  |
| 2e                 | Corentin Lesage    | France             | NIPPO-EF de Martigues                      | + 25 s             |
| 3e                 | Edwin Nubul        | France             | Vélo Club du François                      | + 32 s             |
| 4e                 | Mathieu Pellegrin  | France             | Iles de la Guadeloupe                      | + 32 s             |
| 5e                 | Damien Urcel       | France             | Iles de la Guadeloupe                      | + 33 s             |
| 6e                 | Conal Scully       | Irlande            | NIPPO-EF de Martigues                      | + 56 s             |
| 7e                 | Yugi Tsuda         | Japon              | NIPPO-EF de Martigues                      | + 58 s             |
| 8e                 | Jules Chatelon     | France             | NIPPO-EF de Martigues                      | + 1 min 2 s        |
| 9e                 | Marc Flavien       | France             | Team Gedimat Madinina Bike                 | + 1 min 20 s       |
| 10e                | Stefan Bennett     | France             | Team Jeunesse Cycliste 231 McDonald CléCod | + 1 min 20 s       |
| modifier           |                    |                    |                                            |                    |

### 2eétape
Théo Thomassin remporte la 2e étape du tour de martinique.Damien Urcel reprend le maillot jaune. 9 coureurs ne terminent pas l'étape.
| Classement de l'étape | Classement de l'étape    | Classement de l'étape | Classement de l'étape                      | Classement de l'étape |
|                       | Coureur                  | Pays                  | Équipe                                     | Temps                 |
| --------------------- | ------------------------ | --------------------- | ------------------------------------------ | --------------------- |
| 1er                   | Théo Thomassin           | France                | Union Cycliste Pélussin                    | en 2 h 32 min 24 s    |
| 2e                    | Yugi Tsuda               | Japon                 | NIPPO-EF de Martigues                      | + 35 s                |
| 3e                    | Damien Urcel             | France                | Iles de la Guadeloupe                      | + 35 s                |
| 4e                    | Stefan Bennett           | France                | Team Jeunesse Cycliste 231 McDonald CléCod | + 35 s                |
| 5e                    | Rémi Marcoux             | France                | Team Crédit Mutuel-Garage Premier-Fewoss   | + 35 s                |
| 6e                    | Axel Taillandier         | France                | Iles de la Guadeloupe                      | + 41 s                |
| 7e                    | Mathieu Pellegrin        | France                | Iles de la Guadeloupe                      | + 1 min 49 s          |
| 8e                    | Tobias Kreuzer           | Allemagne             | Hessen Frankfurt Opélit                    | + 1 min 49 s          |
| 9e                    | Matthias Herrmann        | Allemagne             | Hessen Frankfurt Opélit                    | + 1 min 49 s          |
| 10e                   | Eddy-Michel Cadet-Marthe | France                | Team Gedimat Madinina Bike                 | + 1 min 51 s          |
| modifier              |                          |                       |                                            |                       |

| Classement général | Classement général | Classement général | Classement général                         | Classement général |
|                    | Coureur            | Pays               | Équipe                                     | Temps              |
| ------------------ | ------------------ | ------------------ | ------------------------------------------ | ------------------ |
| 1er                | Damien Urcel       | France             | Iles de la Guadeloupe                      | en 6 h 38 min 31 s |
| 2e                 | Yugi Tsuda         | Japon              | NIPPO-EF de Martigues                      | + 25 s             |
| 3e                 | Stefan Bennett     | France             | Team Jeunesse Cycliste 231 McDonald CléCod | + 29 s             |
| 4e                 | Mathieu Pellegrin  | France             | Iles de la Guadeloupe                      | + 1 min 13 s       |
| 5e                 | Jules Chatelon     | France             | NIPPO-EF de Martigues                      | + 1 min 51 s       |
| 6e                 | Théo Thomassin     | France             | Union Cycliste Pélussin                    | + 2 min 52 s       |
| 7e                 | Edwin Nubul        | France             | Vélo Club du François                      | + 3 min 1 s        |
| 8e                 | Rémi Marcoux       | France             | Team Crédit Mutuel-Garage Premier-Fewoss   | + 3 min 9 s        |
| 9e                 | Axel Taillandier   | France             | Iles de la Guadeloupe                      | + 3 min 15 s       |
| 10e                | Conal Scully       | Irlande            | NIPPO-EF de Martigues                      | + 3 min 45 s       |
| modifier           |                    |                    |                                            |                    |

### 3eétape
Kylian Alger remporte la 3e étape du tour de martinique en doublant dans les derniers mètre le rwandais Moïse Mugisha,. Mathieu Pellegrin, le coéquipier de Damien Urcel, prend le maillot jaune. 2 coureurs ne terminent pas l'étape.
| Classement de l'étape | Classement de l'étape | Classement de l'étape | Classement de l'étape                      | Classement de l'étape |
|                       | Coureur               | Pays                  | Équipe                                     | Temps                 |
| --------------------- | --------------------- | --------------------- | ------------------------------------------ | --------------------- |
| 1er                   | Kylian Alger          | France                | Team Jeunesse Cycliste 231 McDonald CléCod | en 2 h 55 min 39 s    |
| 2e                    | Moïse Mugisha         | Rwanda                | Team Pédale Pilotine-Maxo Location         | + 4 s                 |
| 3e                    | Marc Flavien          | France                | Team Gedimat Madinina Bike                 | + 15 s                |
| 4e                    | Mathieu Pellegrin     | France                | Iles de la Guadeloupe                      | + 15 s                |
| 5e                    | Jules Chatelon        | France                | NIPPO-EF de Martigues                      | + 15 s                |
| 6e                    | Mickaël Stanislas     | France                | Team Jeunesse Cycliste 231 McDonald CléCod | + 41 s                |
| 7e                    | Florian Barket        | France                | Team Energizer                             | + 44 s                |
| 8e                    | Oscar Hutchings       | Royaume-Uni           | Velo Schils Doltini                        | + 4 min 5 s           |
| 9e                    | Tobias Kreuzer        | Allemagne             | Hessen Frankfurt Opélit                    | + 4 min 5 s           |
| 10e                   | Matthias Herrmann     | Allemagne             | Hessen Frankfurt Opélit                    | + 4 min 26 s          |
| modifier              |                       |                       |                                            |                       |

| Classement général | Classement général | Classement général | Classement général                         | Classement général |
|                    | Coureur            | Pays               | Équipe                                     | Temps              |
| ------------------ | ------------------ | ------------------ | ------------------------------------------ | ------------------ |
| 1er                | Mathieu Pellegrin  | France             | Iles de la Guadeloupe                      | en 9 h 35 min 38 s |
| 2e                 | Jules Chatelon     | France             | NIPPO-EF de Martigues                      | + 38 s             |
| 3e                 | Marc Flavien       | France             | Team Gedimat Madinina Bike                 | + 2 min 33 s       |
| 4e                 | Damien Urcel       | France             | Iles de la Guadeloupe                      | + 3 min 3 s        |
| 5e                 | Yugi Tsuda         | Japon              | NIPPO-EF de Martigues                      | + 3 min 28 s       |
| 6e                 | Stefan Bennett     | France             | Team Jeunesse Cycliste 231 McDonald CléCod | + 3 min 32 s       |
| 7e                 | Théo Thomassin     | France             | Union Cycliste Pélussin                    | + 5 min 58 s       |
| 8e                 | Edwin Nubul        | France             | Vélo Club du François                      | + 6 min 4 s        |
| 9e                 | Rémi Marcoux       | France             | Team Crédit Mutuel-Garage Premier-Fewoss   | + 6 min 17 s       |
| 10e                | Axel Taillandier   | France             | Iles de la Guadeloupe                      | + 6 min 24 s       |
| modifier           |                    |                    |                                            |                    |

### 4eétape
Damien Urcel remporte la 4e étape du tour de martinique et récupère le maillot jaune,. 8 coureurs ne terminent pas l'étape.
| Classement de l'étape | Classement de l'étape | Classement de l'étape | Classement de l'étape                      | Classement de l'étape |
|                       | Coureur               | Pays                  | Équipe                                     | Temps                 |
| --------------------- | --------------------- | --------------------- | ------------------------------------------ | --------------------- |
| 1er                   | Damien Urcel          | France                | Iles de la Guadeloupe                      | en 2 h 47 min 33 s    |
| 2e                    | Stefan Bennett        | France                | Team Jeunesse Cycliste 231 McDonald CléCod | + 2 s                 |
| 3e                    | Didier Munyaneza      | Rwanda                | Team Pédale Pilotine-Maxo Location         | + 1 min 34 s          |
| 4e                    | Christopher Hippolyte | France                | Team Energizer                             | + 1 min 34 s          |
| 5e                    | Yugi Tsuda            | Japon                 | NIPPO-EF de Martigues                      | + 1 min 41 s          |
| 6e                    | Corentin Lesage       | France                | Union Cycliste Pélussin                    | + 3 min 40 s          |
| 7e                    | Moïse Mugisha         | Rwanda                | Team Pédale Pilotine-Maxo Location         | + 4 min 14 s          |
| 8e                    | Carl Jolly            | Royaume-Uni           | Velo Schils Doltini                        | + 4 min 18 s          |
| 9e                    | Nicola Schleuniger    | Suisse                | Knippcycling-Shär Gärten                   | + 4 min 20 s          |
| 10e                   | Patrick Clark         | Royaume-Uni           | Velo Schils Doltini                        | + 4 min 20 s          |
| modifier              |                       |                       |                                            |                       |

| Classement général | Classement général | Classement général | Classement général                         | Classement général  |
|                    | Coureur            | Pays               | Équipe                                     | Temps               |
| ------------------ | ------------------ | ------------------ | ------------------------------------------ | ------------------- |
| 1er                | Damien Urcel       | France             | Iles de la Guadeloupe                      | en 12 h 26 min 14 s |
| 2e                 | Stefan Bennett     | France             | Team Jeunesse Cycliste 231 McDonald CléCod | + 31 s              |
| 3e                 | Mathieu Pellegrin  | France             | Iles de la Guadeloupe                      | + 1 min 17 s        |
| 4e                 | Jules Chatelon     | France             | NIPPO-EF de Martigues                      | + 1 min 55 s        |
| 5e                 | Yugi Tsuda         | Japon              | NIPPO-EF de Martigues                      | + 2 min 6 s         |
| 6e                 | Marc Flavien       | France             | Team Gedimat Madinina Bike                 | + 3 min 50 s        |
| 7e                 | Théo Thomassin     | France             | Union Cycliste Pélussin                    | + 7 min 15 s        |
| 8e                 | Edwin Nubul        | France             | Vélo Club du François                      | + 7 min 21 s        |
| 9e                 | Rémi Marcoux       | France             | Team Crédit Mutuel-Garage Premier-Fewoss   | + 7 min 34 s        |
| 10e                | Axel Taillandier   | France             | Iles de la Guadeloupe                      | + 7 min 41 s        |
| modifier           |                    |                    |                                            |                     |

### 5eétape
Jules Chatelon, porteur du maillot rouge du meilleur jeune remporte la 5e étape du tour de martinique et prend la deuxième place du classement général,. 4 coureurs ne terminent pas l'étape.
| Classement de l'étape | Classement de l'étape    | Classement de l'étape | Classement de l'étape                      | Classement de l'étape |
|                       | Coureur                  | Pays                  | Équipe                                     | Temps                 |
| --------------------- | ------------------------ | --------------------- | ------------------------------------------ | --------------------- |
| 1er                   | Jules Chatelon           | France                | NIPPO-EF de Martigues                      | en 2 h 41 min 46 s    |
| 2e                    | Moïse Mugisha            | Rwanda                | Team Pédale Pilotine-Maxo Location         | + 10 s                |
| 3e                    | Edwin Nubul              | France                | Vélo Club du François                      | + 13 s                |
| 4e                    | Luis Mora                | Venezuela             | Team Pédale Pilotine-Maxo Location         | + 13 s                |
| 5e                    | Yugi Tsuda               | Japon                 | NIPPO-EF de Martigues                      | + 13 s                |
| 6e                    | Stefan Bennett           | France                | Team Jeunesse Cycliste 231 McDonald CléCod | + 13 s                |
| 7e                    | Théo Thomassin           | France                | Union Cycliste Pélussin                    | + 17 s                |
| 8e                    | Eddy-Michel Cadet-Marthe | France                | Team Gedimat Madinina Bike                 | + 17 s                |
| 9e                    | Mathieu Pellegrin        | France                | Iles de la Guadeloupe                      | + 1 min 9 s           |
| 10e                   | Léopold Perrot           | France                | Team Crédit Mutuel-Garage Premier-Fewoss   | + 1 min 38 s          |
| modifier              |                          |                       |                                            |                       |

| Classement général | Classement général       | Classement général | Classement général                         | Classement général |
|                    | Coureur                  | Pays               | Équipe                                     | Temps              |
| ------------------ | ------------------------ | ------------------ | ------------------------------------------ | ------------------ |
| 1er                | Stefan Bennett           | France             | Team Jeunesse Cycliste 231 McDonald CléCod | en 15 h 8 min 44 s |
| 2e                 | Jules Chatelon           | France             | NIPPO-EF de Martigues                      | + 1 min 11 s       |
| 3e                 | Damien Urcel             | France             | Iles de la Guadeloupe                      | + 1 min 26 s       |
| 4e                 | Yugi Tsuda               | Japon              | NIPPO-EF de Martigues                      | + 1 min 35 s       |
| 5e                 | Mathieu Pellegrin        | France             | Iles de la Guadeloupe                      | + 1 min 42 s       |
| 6e                 | Marc Flavien             | France             | Team Gedimat Madinina Bike                 | + 5 min 56 s       |
| 7e                 | Théo Thomassin           | France             | Union Cycliste Pélussin                    | + 6 min 48 s       |
| 8e                 | Edwin Nubul              | France             | Vélo Club du François                      | + 6 min 50 s       |
| 9e                 | Eddy-Michel Cadet-Marthe | France             | Team Gedimat Madinina Bike                 | + 8 min 21 s       |
| 10e                | Rémi Marcoux             | France             | Team Crédit Mutuel-Garage Premier-Fewoss   | + 9 min 0 s        |
| modifier           |                          |                    |                                            |                    |

### 6eétape
Jérémy Deloumeaux, remporte la 6e étape du tour de martinique,,. 4 coureurs ne terminent pas l'étape.
| Classement de l'étape | Classement de l'étape    | Classement de l'étape | Classement de l'étape              | Classement de l'étape |
|                       | Coureur                  | Pays                  | Équipe                             | Temps                 |
| --------------------- | ------------------------ | --------------------- | ---------------------------------- | --------------------- |
| 1er                   | Jérémy Deloumeaux        | France                | Iles de la Guadeloupe              | en 3 h 37 min 5 s     |
| 2e                    | Luis Mora                | Venezuela             | Team Pédale Pilotine-Maxo Location | + 2 s                 |
| 3e                    | Meving Gene              | France                | Iles de la Guadeloupe              | + 24 s                |
| 4e                    | Axel Taillandier         | France                | Iles de la Guadeloupe              | + 24 s                |
| 5e                    | Eddy-Michel Cadet-Marthe | France                | Team Gedimat Madinina Bike         | + 2 min 3 s           |
| 6e                    | Edwin Nubul              | France                | Vélo Club du François              | + 2 min 3 s           |
| 7e                    | Théo Thomassin           | France                | Union Cycliste Pélussin            | + 2 min 10 s          |
| 8e                    | Tim Riesen               | Suisse                | Hessen Frankfurt Opélit            | + 2 min 15 s          |
| 9e                    | Josué Hodebourg Rinna    | France                | Club Cycliste Vauclinois           | + 3 min 32 s          |
| 10e                   | Moïse Mugisha            | Rwanda                | Team Pédale Pilotine-Maxo Location | + 3 min 33 s          |
| modifier              |                          |                       |                                    |                       |

| Classement général | Classement général       | Classement général | Classement général                         | Classement général  |
|                    | Coureur                  | Pays               | Équipe                                     | Temps               |
| ------------------ | ------------------------ | ------------------ | ------------------------------------------ | ------------------- |
| 1er                | Stefan Bennett           | France             | Team Jeunesse Cycliste 231 McDonald CléCod | en 18 h 50 min 33 s |
| 2e                 | Jules Chatelon           | France             | NIPPO-EF de Martigues                      | + 1 min 11 s        |
| 3e                 | Damien Urcel             | France             | Iles de la Guadeloupe                      | + 1 min 20 s        |
| 4e                 | Yugi Tsuda               | Japon              | NIPPO-EF de Martigues                      | + 1 min 35 s        |
| 5e                 | Mathieu Pellegrin        | France             | Iles de la Guadeloupe                      | + 1 min 53 s        |
| 6e                 | Edwin Nubul              | France             | Vélo Club du François                      | + 4 min 9 s         |
| 7e                 | Théo Thomassin           | France             | Union Cycliste Pélussin                    | + 4 min 14 s        |
| 8e                 | Axel Taillandier         | France             | Iles de la Guadeloupe                      | + 4 min 47 s        |
| 9e                 | Eddy-Michel Cadet-Marthe | France             | Team Gedimat Madinina Bike                 | + 5 min 40 s        |
| 10e                | Marc Flavien             | France             | Team Gedimat Madinina Bike                 | + 5 min 56 s        |
| modifier           |                          |                    |                                            |                     |

### 7eétape1ertronçon
Jules Chatelon, remporte la 1er tronçon de la 7e étape du tour de martinique,,. 3 coureurs ne terminent pas l'étape.
| Classement de l'étape | Classement de l'étape | Classement de l'étape | Classement de l'étape                    | Classement de l'étape |
|                       | Coureur               | Pays                  | Équipe                                   | Temps                 |
| --------------------- | --------------------- | --------------------- | ---------------------------------------- | --------------------- |
| 1er                   | Jules Chatelon        | France                | NIPPO-EF de Martigues                    | en 2 h 7 min 11 s     |
| 2e                    | Marc Flavien          | France                | Team Gedimat Madinina Bike               | + 36 s                |
| 3e                    | Mathis Risal          | France                | Team Energizer                           | + 36 s                |
| 4e                    | Axel Zaméo            | France                | Équipe Mixte Vélo Club Lucéen 228        | + 36 s                |
| 5e                    | Léopold Perrot        | France                | Team Crédit Mutuel-Garage Premier-Fewoss | + 37 s                |
| 6e                    | Josué Hodebourg Rinna | France                | Club Cycliste Vauclinois                 | + 37 s                |
| 7e                    | Dylan Jacques         | France                | Etoile Cycliste Lamentinoise             | + 37 s                |
| 8e                    | Edwin Nubul           | France                | Vélo Club du François                    | + 37 s                |
| 9e                    | Nicola Schleuniger    | Suisse                | Knippcycling-Shär Gärten                 | + 37 s                |
| 10e                   | René-Yves Thiver      | France                | Sélection de Guyane                      | + 39 s                |
| modifier              |                       |                       |                                          |                       |

| Classement général | Classement général       | Classement général | Classement général                         | Classement général  |
|                    | Coureur                  | Pays               | Équipe                                     | Temps               |
| ------------------ | ------------------------ | ------------------ | ------------------------------------------ | ------------------- |
| 1er                | Stefan Bennett           | France             | Team Jeunesse Cycliste 231 McDonald CléCod | en 20 h 58 min 23 s |
| 2e                 | Jules Chatelon           | France             | NIPPO-EF de Martigues                      | + 32 s              |
| 3e                 | Damien Urcel             | France             | Iles de la Guadeloupe                      | + 1 min 20 s        |
| 4e                 | Yugi Tsuda               | Japon              | NIPPO-EF de Martigues                      | + 1 min 35 s        |
| 5e                 | Mathieu Pellegrin        | France             | Iles de la Guadeloupe                      | + 1 min 53 s        |
| 6e                 | Edwin Nubul              | France             | Vélo Club du François                      | + 4 min 7 s         |
| 7e                 | Théo Thomassin           | France             | Union Cycliste Pélussin                    | + 4 min 14 s        |
| 8e                 | Axel Taillandier         | France             | Iles de la Guadeloupe                      | + 4 min 47 s        |
| 9e                 | Eddy-Michel Cadet-Marthe | France             | Team Gedimat Madinina Bike                 | + 5 min 40 s        |
| 10e                | Marc Flavien             | France             | Team Gedimat Madinina Bike                 | + 5 min 53 s        |
| modifier           |                          |                    |                                            |                     |

### 7eétape2etronçon
Stefan Bennett, le maillot jaune, remporte la 2e tronçon de la 7e étape du tour de martinique,,. 3 coureurs ne terminent pas l'étape.
| Classement de l'étape | Classement de l'étape    | Classement de l'étape | Classement de l'étape                      | Classement de l'étape |
|                       | Coureur                  | Pays                  | Équipe                                     | Temps                 |
| --------------------- | ------------------------ | --------------------- | ------------------------------------------ | --------------------- |
| 1er                   | Stefan Bennett           | France                | Team Jeunesse Cycliste 231 McDonald CléCod | en 21 min 56 s        |
| 2e                    | Jules Chatelon           | France                | NIPPO-EF de Martigues                      | + 30 s                |
| 3e                    | Florian Barket           | France                | Team Energizer                             | + 33 s                |
| 4e                    | Eddy-Michel Cadet-Marthe | France                | Team Gedimat Madinina Bike                 | + 35 s                |
| 5e                    | Mathieu Pellegrin        | France                | Iles de la Guadeloupe                      | + 36 s                |
| 6e                    | Damien Urcel             | France                | Iles de la Guadeloupe                      | + 39 s                |
| 7e                    | Raphaël Clemencio        | Suisse                | Knippcycling-Shär Gärten                   | + 46 s                |
| 8e                    | Yugi Tsuda               | Japon                 | NIPPO-EF de Martigues                      | + 1 min 2 s           |
| 9e                    | Axel Taillandier         | France                | Iles de la Guadeloupe                      | + 1 min 5 s           |
| 10e                   | Moïse Mugisha            | Rwanda                | Team Pédale Pilotine-Maxo Location         | + 1 min 13 s          |
| modifier              |                          |                       |                                            |                       |

| Classement général | Classement général       | Classement général | Classement général                         | Classement général  |
|                    | Coureur                  | Pays               | Équipe                                     | Temps               |
| ------------------ | ------------------------ | ------------------ | ------------------------------------------ | ------------------- |
| 1er                | Stefan Bennett           | France             | Team Jeunesse Cycliste 231 McDonald CléCod | en 21 h 20 min 19 s |
| 2e                 | Jules Chatelon           | France             | NIPPO-EF de Martigues                      | + 1 min 3 s         |
| 3e                 | Damien Urcel             | France             | Iles de la Guadeloupe                      | + 2 min 0 s         |
| 4e                 | Mathieu Pellegrin        | France             | Iles de la Guadeloupe                      | + 2 min 30 s        |
| 5e                 | Yugi Tsuda               | Japon              | NIPPO-EF de Martigues                      | + 2 min 37 s        |
| 6e                 | Théo Thomassin           | France             | Union Cycliste Pélussin                    | + 5 min 38 s        |
| 7e                 | Axel Taillandier         | France             | Iles de la Guadeloupe                      | + 5 min 53 s        |
| 8e                 | Eddy-Michel Cadet-Marthe | France             | Team Gedimat Madinina Bike                 | + 6 min 15 s        |
| 9e                 | Edwin Nubul              | France             | Vélo Club du François                      | + 6 min 42 s        |
| 10e                | Marc Flavien             | France             | Team Gedimat Madinina Bike                 | + 7 min 30 s        |
| modifier           |                          |                    |                                            |                     |

### 8eétape
Edwin Nubul, remporte la 8e et dernière étape du tour de martinique,,. 2 coureurs ne terminent pas l'étape.
| Classement de l'étape | Classement de l'étape    | Classement de l'étape | Classement de l'étape                    | Classement de l'étape |
|                       | Coureur                  | Pays                  | Équipe                                   | Temps                 |
| --------------------- | ------------------------ | --------------------- | ---------------------------------------- | --------------------- |
| 1er                   | Edwin Nubul              | France                | Vélo Club du François                    | en 3 h 2 min 24 s     |
| 2e                    | Nicola Schleuniger       | Suisse                | Knippcycling-Shär Gärten                 | + 0 s                 |
| 3e                    | Eddy-Michel Cadet-Marthe | France                | Team Gedimat Madinina Bike               | + 0 s                 |
| 4e                    | Florian Barket           | France                | Team Energizer                           | + 0 s                 |
| 5e                    | Conal Scully             | Irlande               | NIPPO-EF de Martigues                    | + 0 s                 |
| 6e                    | Théo Thomassin           | France                | Union Cycliste Pélussin                  | + 0 s                 |
| 7e                    | Rémi Marcoux             | France                | Team Crédit Mutuel-Garage Premier-Fewoss | + 0 s                 |
| 8e                    | Damien Urcel             | France                | Iles de la Guadeloupe                    | + 0 s                 |
| 9e                    | Tobias Kreuzer           | Allemagne             | Hessen Frankfurt Opélit                  | + 0 s                 |
| 10e                   | Matthias Herrmann        | Allemagne             | Hessen Frankfurt Opélit                  | + 55 s                |
| modifier              |                          |                       |                                          |                       |

| Classement général, | Classement général,      | Classement général, | Classement général,                        | Classement général, |
|                     | Coureur                  | Pays                | Équipe                                     | Temps               |
| ------------------- | ------------------------ | ------------------- | ------------------------------------------ | ------------------- |
| 1er                 | Stefan Bennett           | France              | Team Jeunesse Cycliste 231 McDonald CléCod | en 24 h 24 min 36 s |
| 2e                  | Damien Urcel             | France              | Iles de la Guadeloupe                      | + 7 s               |
| 3e                  | Jules Chatelon           | France              | NIPPO-EF de Martigues                      | + 1 min 3 s         |
| 4e                  | Mathieu Pellegrin        | France              | Iles de la Guadeloupe                      | + 2 min 30 s        |
| 5e                  | Yugi Tsuda               | Japon               | NIPPO-EF de Martigues                      | + 2 min 37 s        |
| 6e                  | Théo Thomassin           | France              | Union Cycliste Pélussin                    | + 3 min 45 s        |
| 7e                  | Eddy-Michel Cadet-Marthe | France              | Team Gedimat Madinina Bike                 | + 4 min 49 s        |
| 8e                  | Edwin Nubul              | France              | Vélo Club du François                      | + 5 min 53 s        |
| 9e                  | Axel Taillandier         | France              | Iles de la Guadeloupe                      | + 4 min 22 s        |
| 10e                 | Marc Flavien             | France              | Team Gedimat Madinina Bike                 | + 8 min 55 s        |
| modifier            |                          |                     |                                            |                     |

## Classements finals

### Classement général final
| Classement général, | Classement général,      | Classement général, | Classement général,                        | Classement général, |
|                     | Coureur                  | Pays                | Équipe                                     | Temps               |
| ------------------- | ------------------------ | ------------------- | ------------------------------------------ | ------------------- |
| 1er                 | Stefan Bennett           | France              | Team Jeunesse Cycliste 231 McDonald CléCod | en 24 h 24 min 36 s |
| 2e                  | Damien Urcel             | France              | Iles de la Guadeloupe                      | + 7 s               |
| 3e                  | Jules Chatelon           | France              | NIPPO-EF de Martigues                      | + 1 min 3 s         |
| 4e                  | Mathieu Pellegrin        | France              | Iles de la Guadeloupe                      | + 2 min 30 s        |
| 5e                  | Yugi Tsuda               | Japon               | NIPPO-EF de Martigues                      | + 2 min 37 s        |
| 6e                  | Théo Thomassin           | France              | Union Cycliste Pélussin                    | + 3 min 45 s        |
| 7e                  | Eddy-Michel Cadet-Marthe | France              | Team Gedimat Madinina Bike                 | + 4 min 49 s        |
| 8e                  | Edwin Nubul              | France              | Vélo Club du François                      | + 5 min 53 s        |
| 9e                  | Axel Taillandier         | France              | Iles de la Guadeloupe                      | + 4 min 22 s        |
| 10e                 | Marc Flavien             | France              | Team Gedimat Madinina Bike                 | + 8 min 55 s        |
| modifier            |                          |                     |                                            |                     |

### Classements annexes

#### Classement par points
| Classement par points | Classement par points | Classement par points | Classement par points                      | Classement par points |
| --------------------- | --------------------- | --------------------- | ------------------------------------------ | --------------------- |
|                       | Coureur               | Pays                  | Équipe                                     | Point(s)              |
| 1er                   | Damien Urcel          | France                | Iles de la Guadeloupe                      | 74 points             |
| 2e                    | Jules Chatelon        | France                | NIPPO-EF de Martigues                      | 71 pts                |
| 3e                    | Edwin Nubul           | France                | Vélo Club du François                      | 65 pts                |
| 4e                    | Stefan Bennett        | France                | Team Jeunesse Cycliste 231 McDonald CléCod | 61 pts                |
| 5e                    | Yugi Tsuda            | Japon                 | NIPPO-EF de Martigues                      | 60 pts                |
| modifier              |                       |                       |                                            |                       |

#### Classement du meilleur grimpeur
| Classement du meilleur grimpeur | Classement du meilleur grimpeur | Classement du meilleur grimpeur | Classement du meilleur grimpeur    | Classement du meilleur grimpeur |
| ------------------------------- | ------------------------------- | ------------------------------- | ---------------------------------- | ------------------------------- |
|                                 | Coureur                         | Pays                            | Équipe                             | Point(s)                        |
| 1er                             | Florian Barket                  | France                          | Team Energizer                     | 73 points                       |
| 2e                              | Luis Mora                       | Venezuela                       | Team Pédale Pilotine-Maxo Location | 64 pts                          |
| 3e                              | Jules Chatelon                  | France                          | NIPPO-EF de Martigues              | 46 pts                          |
| 4e                              | Damien Urcel                    | France                          | Iles de la Guadeloupe              | 39 pts                          |
| 5e                              | Meving Gene                     | France                          | Iles de la Guadeloupe              | 34 pts                          |
| modifier                        |                                 |                                 |                                    |                                 |

#### Classement du meilleur jeune
| Classement du meilleur jeune | Classement du meilleur jeune | Classement du meilleur jeune | Classement du meilleur jeune | Classement du meilleur jeune |
|                              | Coureur                      | Pays                         | Équipe                       | Temps                        |
| ---------------------------- | ---------------------------- | ---------------------------- | ---------------------------- | ---------------------------- |
| 1er                          | Jules Chatelon               | France                       | NIPPO-EF de Martigues        | en 24 h 25 min 39 s          |
| 2e                           | Yugi Tsuda                   | Japon                        | NIPPO-EF de Martigues        | + 1 min 34 s                 |
| 3e                           | Tim Riesen                   | Suisse                       | Hessen Frankfurt Opélit      | + 11 min 40 s                |
| 4e                           | Nicola Schleuniger           | Suisse                       | Knippcycling-Shär Gärten     | + 18 min 57 s                |
| 5e                           | Josué Hodebourg Rinna        | France                       | Club Cycliste Vauclinois     | + 28 min 28 s                |
| modifier                     |                              |                              |                              |                              |

#### Classement par équipes
| Classement par équipes | Classement par équipes     | Classement par équipes | Classement par équipes |
|                        | Équipe                     | Pays                   | Temps                  |
| ---------------------- | -------------------------- | ---------------------- | ---------------------- |
| 1re                    | Iles de la Guadeloupe      | France                 | en 73 h 10 min 29 s    |
| 2e                     | Team Gedimat Madinina Bike | France                 | + 30 min 49 s          |
| 3e                     | NIPPO-EF de Martigues      | France                 | + 37 min 57 s          |
| 4e                     | Hessen Frankfurt Opélit    | Allemagne              | + 1 h 4 min 16 s       |
| 5e                     | Velo Schils Doltini        | Royaume-Uni            | + 1 h 44 min 56 s      |
| modifier               |                            |                        |                        |

#### Classement des points chauds
| Classement des points chauds | Classement des points chauds | Classement des points chauds | Classement des points chauds       | Classement des points chauds |
| ---------------------------- | ---------------------------- | ---------------------------- | ---------------------------------- | ---------------------------- |
|                              | Coureur                      | Pays                         | Équipe                             | Point(s)                     |
| 1er                          | Joshua Arnold                | Allemagne                    | Knippcycling - Schaär Gärten       | 28 points                    |
| 2e                           | Marc Flavien                 | France                       | Team Gedimat Madinina Bike         | 25 pts                       |
| 3e                           | Oscar Hutchings              | Royaume-Uni                  | Velo Schils Doltini                | 21 pts                       |
| 4e                           | Moïse Mugisha                | Rwanda                       | Team Pédale Pilotine-Maxo Location | 15 pts                       |
| 5e                           | Florian Barket               | France                       | Team Energizer                     | 13 pts                       |
| modifier                     |                              |                              |                                    |                              |

#### Classement du combiné
| Classement du combiné | Classement du combiné | Classement du combiné | Classement du combiné                      | Classement du combiné |
| --------------------- | --------------------- | --------------------- | ------------------------------------------ | --------------------- |
|                       | Coureur               | Pays                  | Équipe                                     | Point(s)              |
| 1er                   | Damien Urcel          | France                | Iles de la Guadeloupe                      | 7 points              |
| 2e                    | Jules Chatelon        | France                | NIPPO-EF de Martigues                      | 8 pts                 |
| 3e                    | Stefan Bennett        | France                | Team Jeunesse Cycliste 231 McDonald CléCod | 12 pts                |
| 4e                    | Yugi Tsuda            | Japon                 | NIPPO-EF de Martigues                      | 21 pts                |
| 5e                    | Théo Thomassin        | France                | Union Cycliste Pélussin                    | 23 pts                |
| modifier              |                       |                       |                                            |                       |

#### Classement de la combativité
| Classement de la combativité | Classement de la combativité | Classement de la combativité | Classement de la combativité       | Classement de la combativité |
| ---------------------------- | ---------------------------- | ---------------------------- | ---------------------------------- | ---------------------------- |
|                              | Coureur                      | Pays                         | Équipe                             | Point(s)                     |
| 1er                          | Marc Flavien                 | France                       | Team Gedimat Madinina Bike         | 30 points                    |
| 2e                           | Joshua Arnold                | Allemagne                    | Knippcycling - Schaär Gärten       | 26 pts                       |
| 3e                           | Moïse Mugisha                | Rwanda                       | Team Pédale Pilotine-Maxo Location | 20 pts                       |
| 4e                           | Jérémy Deloumeaux            | France                       | Iles de la Guadeloupe              | 20 pts                       |
| 5e                           | Oscar Hutchings              | Royaume-Uni                  | Velo Schils Doltini                | 16 pts                       |
| modifier                     |                              |                              |                                    |                              |

## Évolution des classements
| Étape                | Vainqueur          | Classement général | Classement par points | Classement de la montagne | Classement des points chauds | Classement du meilleur jeune | Classement combiné | Classement de la combativité | Classement par équipes |
| -------------------- | ------------------ | ------------------ | --------------------- | ------------------------- | ---------------------------- | ---------------------------- | ------------------ | ---------------------------- | ---------------------- |
| 1e étape 1er tronçon | Damien Urcel       | Damien Urcel       | Damien Urcel          | Jérémy Deloumeaux         | Marc Flavien                 | Yugi Tsuda                   | Damien Urcel       | Damien Urcel                 | Pédale d'Or Joséphine  |
| 1e étape 2e tronçon  | Blaine Kieck       | Blaine Kieck       | Blaine Kieck          | Blaine Kieck              | Marc Flavien                 | Blaine Kieck                 | Blaine Kieck       | Marc Flavien                 | Iles de la Guadeloupe  |
| 2e étape             | Théo Thomassin     | Damien Urcel       | Yugi Tsuda            | Rémi Marcoux              | Marc Flavien                 | Yugi Tsuda                   | Damien Urcel       | Damien Urcel                 | Iles de la Guadeloupe  |
| 3e étape             | Kylian Alger       | Mathieu Pellegrin  | Mathieu Pellegrin     | Florian Barket            | Marc Flavien                 | Jules Chatelon               | Jules Chatelon     | Marc Flavien                 | Iles de la Guadeloupe  |
| 4e étape             | Damien Urcel       | Damien Urcel       | Damien Urcel          | Florian Barket            | Marc Flavien                 | Jules Chatelon               | Damien Urcel       | Marc Flavien                 | Iles de la Guadeloupe  |
| 5e étape             | Jules Chatelon     | Stefan Bennett     | Damien Urcel          | Florian Barket            | Marc Flavien                 | Jules Chatelon               | Jules Chatelon     | Marc Flavien                 | Iles de la Guadeloupe  |
| 6e étape             | Jérémy Deloumeaux  | Stefan Bennett     | Damien Urcel          | Florian Barket            | Joshua Arnold                | Jules Chatelon               | Jules Chatelon     | Moïse Mugisha                | Iles de la Guadeloupe  |
| 7e étape 1er tronçon | Jules Chatelon     | Stefan Bennett     | Jules Chatelon        | Luis Mora                 | Joshua Arnold                | Jules Chatelon               | Jules Chatelon     | Marc Flavien                 | Iles de la Guadeloupe  |
| 7e étape 2e tronçon  | Stefan Bennett     | Stefan Bennett     | Jules Chatelon        | Luis Mora                 | Joshua Arnold                | Jules Chatelon               | Jules Chatelon     | Marc Flavien                 | Iles de la Guadeloupe  |
| 8e étape             | Edwin Nubul        | Stefan Bennett     | Damien Urcel          | Florian Barket            | Joshua Arnold                | Jules Chatelon               | Damien Urcel       | Marc Flavien                 | Iles de la Guadeloupe  |
| Classements finals   | Classements finals | Stefan Bennett     | Damien Urcel          | Florian Barket            | Joshua Arnold                | Jules Chatelon               | Damien Urcel       | Marc Flavien                 | Iles de la Guadeloupe  |

## Engagés
- Tour de Martinique : Les engagés

| Légende                                | Légende                                                                                                  | Légende                                | Légende                                                                                                  |
| -------------------------------------- | --- | -------------------------------------- | --- |
| Num                                    | Dossard de départ porté par le coureur sur ce Tour de Martinique                                         | Pos                                    | Position finale au classement général                                                                    |
| Leader du classement général           | Indique le vainqueur du classement général                                                               | Leader du classement par points        | Indique le vainqueur du classement par points                                                            |
| Leader du classement de la montagne    | Indique le vainqueur du classement de la montagne                                                        | Leader du classement des points chauds | Indique le vainqueur du classement des points chauds                                                     |
| Leader du classement du meilleur jeune | Indique le vainqueur du classement du meilleur jeune                                                     | Leader du classement de la combativité | Indique le vainqueur du classement de la combativité                                                     |
| Leader du classement du combiné        | Indique le vainqueur du classement combiné                                                               |                                        | Indique le coureur le mieux placé au classement général dans la meilleure équipe                         |
| NP                                     | Indique un coureur qui n'a pas pris le départ d'une étape, suivi du numéro de l'étape où il s'est retiré | AB                                     | Indique un coureur qui n'a pas terminé une étape, suivi du numéro de l'étape où il s'est retiré          |
| HD                                     | Indique un coureur qui a terminé une étape hors des délais, suivi du numéro de l'étape                   | *                                      | Indique un coureur en lice pour le classement du meilleur jeune (coureurs nés après le 1er janvier 2002) |
| DSQ                                    | Indique un coureur qui a été disqualifié de la course, suivi du numéro de l'étape                        |                                        | |

| Team Gedimat Madinina Bike - | Team Gedimat Madinina Bike -   | Team Gedimat Madinina Bike - |
| ---------------------------- | ------------------------------ | ---------------------------- |
| Num                          | Coureur                        | Pos                          |
| 1                            | Eddy-Michel Cadet-Marthe (FRA) | 7e                           |
| 2                            | Florian Saint-Louis (FRA)      | 34e                          |
| 3                            | Fabien Erdual (FRA)            | 39e                          |
| 4                            | Williams Petris (FRA)*         | 24e                          |
| 5                            | Marc Flavien (FRA)             | AB-1b                        |
| 6                            | Laurent Neror (FRA)            | 14e                          |
| Directeur sportif :          |                                |                              |

| Hessen Frankfurt Opélit - | Hessen Frankfurt Opélit - | Hessen Frankfurt Opélit - |
| ------------------------- | ------------------------- | ------------------------- |
| Num                       | Coureur                   | Pos                       |
| 7                         | Edouard Brocheny (GER)    | AB-4                      |
| 8                         | Tobias Kreuzer (GER)      | 22e                       |
| 9                         | Robert Müller (GER)       | 29e                       |
| 10                        | Tim Riesen (SUI)*         | 13e                       |
| 11                        | Matthias Herrmann (GER)   | 18e                       |
| 12                        | Simon Wittmann (GER)      | NP-5                      |
| Directeur sportif :       |                           |                           |

| Velo Schils Doltini - | Velo Schils Doltini -  | Velo Schils Doltini - |
| --------------------- | ---------------------- | --------------------- |
| Num                   | Coureur                | Pos                   |
| 13                    | Archie Cross (GBR)     | NP-3                  |
| 14                    | Carl Jolly (GBR)       | 25e                   |
| 15                    | Oscar Hutchings (GBR)  | 33e                   |
| 16                    | Charlie Lacaille (GBR) | 47e                   |
| 17                    | Patrick Clark (GBR)    | 12e                   |
| 18                    | Kieran Savage (GBR)    | 46e                   |
| Directeur sportif :   |                        |                       |

| Knippcycling-Shär Gärten - | Knippcycling-Shär Gärten - | Knippcycling-Shär Gärten - |
| -------------------------- | -------------------------- | -------------------------- |
| Num                        | Coureur                    | Pos                        |
| 19                         | Joshua Arnold (GER)        | 49e                        |
| 20                         | Janet Aliesch (SUI)*       | 42e                        |
| 21                         | Wanja Russenberger (SUI)*  | 43e                        |
| 22                         | Leandro Schleuniger (SUI)  | NP-1                       |
| 23                         | Nicola Schleuniger (SUI)*  | 15e                        |
| 24                         | Raphaël Clemencio (SUI)    | 57e                        |
| Directeur sportif :        |                            |                            |

| NIPPO-EF de Martigues - | NIPPO-EF de Martigues -   | NIPPO-EF de Martigues - |
| ----------------------- | ------------------------- | ----------------------- |
| Num                     | Coureur                   | Pos                     |
| 25                      | Yugi Tsuda (JAP)*         | 5e                      |
| 26                      | Noah Blannin (AUS)*       | 44e                     |
| 27                      | Jules Chatelon (FRA)*     | 3e                      |
| 28                      | Conal Scully (IRL)*       | 21e                     |
| 29                      | Martin Marinov (BUL)*     | 52e                     |
| 30                      | Christiaan Klopper (RSA)* | 51e                     |
| Directeur sportif :     |                           |                         |

| Union Cycliste Pélussin - | Union Cycliste Pélussin - | Union Cycliste Pélussin - |
| ------------------------- | ------------------------- | ------------------------- |
| Num                       | Coureur                   | Pos                       |
| 31                        | Quentin Thollet (FRA)*    | AB-5                      |
| 32                        | Dimitri Barrallon (FRA)*  | HD-6                      |
| 33                        | Théo Thomassin (FRA)      | 6e                        |
| 34                        | Hugo Lessavre (FRA)       | HD-2                      |
| 35                        | Corentin Lesage (FRA)     | AB-7a                     |
| 36                        | Clément Van Eycken (FRA)* | 32e                       |
| Directeur sportif :       |                           |                           |

| Iles de la Guadeloupe - | Iles de la Guadeloupe - | Iles de la Guadeloupe - |
| ----------------------- | ----------------------- | ----------------------- |
| Num                     | Coureur                 | Pos                     |
| 37                      | Damien Urcel (FRA)      | 2e                      |
| 38                      | Jérémy Deloumeaux (FRA) | 31e                     |
| 39                      | Meving Gene (FRA)       | 26e                     |
| 40                      | Taïno Cailliau (FRA)    | 30e                     |
| 41                      | Mathieu Pellegrin (FRA) | 4e                      |
| 42                      | Axel Taillandier (FRA)  | 9e                      |
| Directeur sportif :     |                         |                         |

| Sélection de Guyane - | Sélection de Guyane -   | Sélection de Guyane - |
| --------------------- | ----------------------- | --------------------- |
| Num                   | Coureur                 | Pos                   |
| 43                    | Benjamin Bousquet (FRA) | 40e                   |
| 44                    | Yvenson Nicolas (FRA)   | HD-2                  |
| 45                    | René-Yves Thiver (FRA)  | 35e                   |
| 46                    | Anthony Bonnet (FRA)*   | AB-4                  |
| 47                    | Mario Jandia (FRA)      | NP-6                  |
| 48                    | Cleff Apinsa (FRA)      | AB-2                  |
| Directeur sportif :   |                         |                       |

| Team Crédit Mutuel-Garage Premier-Fewoss - | Team Crédit Mutuel-Garage Premier-Fewoss - | Team Crédit Mutuel-Garage Premier-Fewoss - |
| ------------------------------------------ | ------------------------------------------ | ------------------------------------------ |
| Num                                        | Coureur                                    | Pos                                        |
| 49                                         | Geffrey Valide (FRA)                       | AB-3                                       |
| 50                                         | Léopold Perrot (FRA)*                      | 37e                                        |
| 51                                         | Steveen Risal (FRA)*                       | NP-6                                       |
| 52                                         | Yohann Pierre Louis (FRA)*                 | NP-1a                                      |
| 53                                         | Lois Jean-Baptiste Simonne (FRA)*          | NP-1a                                      |
| 54                                         | Rémi Marcoux (FRA)                         | 16e                                        |
| Directeur sportif :                        |                                            |                                            |

| Team Jeunesse Cycliste 231 McDonald CléCod - | Team Jeunesse Cycliste 231 McDonald CléCod - | Team Jeunesse Cycliste 231 McDonald CléCod - |
| -------------------------------------------- | -------------------------------------------- | -------------------------------------------- |
| Num                                          | Coureur                                      | Pos                                          |
| 55                                           | Mickaël Stanislas (FRA)                      | 27e                                          |
| 56                                           | Kylian Alger (FRA)                           | 53e                                          |
| 57                                           | Mickaël Laurent (FRA)                        | 59e                                          |
| 58                                           | Stefan Bennett (FRA)                         | 1er                                          |
| 59                                           | Mathis Marem (FRA)*                          | AB-8                                         |
| 60                                           | Rony Louet (FRA)                             | AB-2                                         |
| Directeur sportif :                          |                                              |                                              |

| Team Pédale Pilotine-Maxo Location - | Team Pédale Pilotine-Maxo Location - | Team Pédale Pilotine-Maxo Location - |
| ------------------------------------ | ------------------------------------ | ------------------------------------ |
| Num                                  | Coureur                              | Pos                                  |
| 61                                   | Elissan Buval (FRA)*                 | NP-1a                                |
| 62                                   | Moïse Mugisha (RWA)                  | 11e                                  |
| 63                                   | Eduin Becerra (VEN)*                 | AB-2                                 |
| 64                                   | Luis Mora (VEN)                      | 17e                                  |
| 65                                   | Didier Munyaneza (RWA)*              | NP-7a                                |
| Directeur sportif :                  |                                      |                                      |

| Mixte Espoir Cycliste Ducossais/Team Cycling Foyal - | Mixte Espoir Cycliste Ducossais/Team Cycling Foyal - | Mixte Espoir Cycliste Ducossais/Team Cycling Foyal - |
| ---------------------------------------------------- | ---------------------------------------------------- | ---------------------------------------------------- |
| Num                                                  | Coureur                                              | Pos                                                  |
| 66                                                   | Thierry Ragot (FRA)                                  | AB-8                                                 |
| 67                                                   | Jean-Emmanuel Laurendot (FRA)                        | AB-2                                                 |
| 68                                                   | Jérémy Anacharsis (FRA)                              | 68e                                                  |
| 69                                                   | William Melinard (FRA)                               | 45e                                                  |
| 70                                                   | Néhémy Jean-Baptiste (FRA)*                          | NP-1a                                                |
| 71                                                   | Jonathan Etiennar (FRA)                              | 28e                                                  |
| Directeur sportif :                                  |                                                      |                                                      |

| Team Energizer -    | Team Energizer -            | Team Energizer - |
| ------------------- | --------------------------- | ---------------- |
| Num                 | Coureur                     | Pos              |
| 72                  | Christopher Hippolyte (FRA) | AB-5             |
| 73                  | Kyllian Boscher (FRA)*      | 58e              |
| 74                  | Jordan Labéjof (FRA)        | 60e              |
| 75                  | Mathis Risal (FRA)*         | 48e              |
| 76                  | Johan Gobin (FRA)           | 54e              |
| 77                  | Florian Barket (FRA)        | 19e              |
| Directeur sportif : |                             |                  |

| Union Cycliste Spiritaine - | Union Cycliste Spiritaine - | Union Cycliste Spiritaine - |
| --------------------------- | --------------------------- | --------------------------- |
| Num                         | Coureur                     | Pos                         |
| 78                          | Meddhy Pignol (FRA)*        | 69e                         |
| 79                          | Andy Beaunol (FRA)*         | 66e                         |
| 80                          | Mathéo Sivatte (FRA)*       | NP-1a                       |
| 81                          | Blaine Kieck (RSA)*         | 38e                         |
| Directeur sportif :         |                             |                             |

| Vélo Club du François - | Vélo Club du François -     | Vélo Club du François - |
| ----------------------- | --------------------------- | ----------------------- |
| Num                     | Coureur                     | Pos                     |
| 82                      | Edwin Nubul (FRA)           | 8e                      |
| 83                      | Owan Nubul (FRA)            | 61e                     |
| 84                      | Bruno Goram (FRA)           | DSQ-7b                  |
| 85                      | Anthony Rose Elie (FRA)     | AB-6                    |
| 86                      | Kenny Cyprien (FRA)         | 65e                     |
| 87                      | Stannley Jean-Gilles (FRA)* | NP-1b                   |
| Directeur sportif :     |                             |                         |

| Etoile Cycliste Lamentinoise - | Etoile Cycliste Lamentinoise - | Etoile Cycliste Lamentinoise - |
| ------------------------------ | ------------------------------ | ------------------------------ |
| Num                            | Coureur                        | Pos                            |
| 88                             | Ethan Massée (FRA)*            | 62e                            |
| 89                             | Dylan Jacques (FRA)*           | 23e                            |
| 90                             | Yohann Valbert (FRA)*          | AB-1a                          |
| 91                             | Lionel Thimon (FRA)            | AB-1a                          |
| 92                             | Camille Vulcain (FRA)          | AB-1b                          |
| 93                             | Damien Toussaint (FRA)         | NP-1a                          |
| Directeur sportif :            |                                |                                |

| ASC Karaïbes Culture Sports - | ASC Karaïbes Culture Sports - | ASC Karaïbes Culture Sports - |
| ----------------------------- | ----------------------------- | ----------------------------- |
| Num                           | Coureur                       | Pos                           |
| 94                            | Benjamin Payen (FRA)*         | 36e                           |
| 95                            | Eltus Joseph (LCA)*           | NP-2                          |
| 96                            | Denver Alphonse (LCA)         | NP-1a                         |
| 97                            | Gillian Moses (LCA)           | AB-1a                         |
| 98                            | Antoine Bache (FRA)           | NP-1a                         |
| Directeur sportif :           |                               |                               |

| Mixte Winner Team VTT/Club Cycliste Samaritain - | Mixte Winner Team VTT/Club Cycliste Samaritain - | Mixte Winner Team VTT/Club Cycliste Samaritain - |
| ------------------------------------------------ | ------------------------------------------------ | ------------------------------------------------ |
| Num                                              | Coureur                                          | Pos                                              |
| 99                                               | Marvin Ventura (FRA)                             | AB-1b                                            |
| 100                                              | Jean-Manuel Pertays (FRA)*                       | AB-4                                             |
| 101                                              | Kévin Hippolyte (FRA)                            | HD-2                                             |
| 102                                              | Mario Vilocy (FRA)*                              | NP-1a                                            |
| 103                                              | Valentino Coursil (FRA)                          | 56e                                              |
| 104                                              | Sonny Cadet (FRA)*                               | AB-4                                             |
| Directeur sportif :                              |                                                  |                                                  |

| Équipe Mixte Vélo Club Lucéen 228 - | Équipe Mixte Vélo Club Lucéen 228 - | Équipe Mixte Vélo Club Lucéen 228 - |
| ----------------------------------- | ----------------------------------- | ----------------------------------- |
| Num                                 | Coureur                             | Pos                                 |
| 105                                 | Joakim Reizo (FRA)*                 | NP-1a                               |
| 106                                 | Jean-François Tabar (FRA)           | AB-6                                |
| 107                                 | Mathieu Martial (FRA)*              | AB-4                                |
| 108                                 | Axel Zaméo (FRA)*                   | 24e                                 |
| 109                                 | Benoît Legland (FRA)                | 67e                                 |
| Directeur sportif :                 |                                     |                                     |

| Pédale d'Or Joséphine - | Pédale d'Or Joséphine - | Pédale d'Or Joséphine - |
| ----------------------- | ----------------------- | ----------------------- |
| Num                     | Coureur                 | Pos                     |
| 110                     | Mathis Lagrand (FRA)*   | AB-2                    |
| 111                     | Yoan Barout (FRA)*      | 64e                     |
| 112                     | Florian René (FRA)      | NP-1a                   |
| 113                     | Olivier Ragot (FRA)     | 55e                     |
| Directeur sportif :     |                         |                         |

| Ass. RCVT de la Police Nationale 972 - | Ass. RCVT de la Police Nationale 972 - | Ass. RCVT de la Police Nationale 972 - |
| -------------------------------------- | -------------------------------------- | -------------------------------------- |
| Num                                    | Coureur                                | Pos                                    |
| 114                                    | Johan Dibandi (FRA)                    | NP-1b                                  |
| 115                                    | Bruno Sulpice-Timothée (FRA)           | HD-2                                   |
| 116                                    | Fabrice Le Barbé (FRA)                 | AB-1a                                  |
| 117                                    | Thierry Raymone (FRA)                  | NP-1a                                  |
| 118                                    | Tony Joseph (FRA)                      | AB-4                                   |
| Directeur sportif :                    |                                        |                                        |

| Club Cycliste Vauclinois - | Club Cycliste Vauclinois -   | Club Cycliste Vauclinois - |
| -------------------------- | ---------------------------- | -------------------------- |
| Num                        | Coureur                      | Pos                        |
| 119                        | Josué Hodebourg Rinna (FRA)* | 20e                        |
| 120                        | Anthony Garçon (FRA)*        | AB-4                       |
| 121                        | Mairon Milistver (EST)*      | 41e                        |
| 122                        | Roger Marte-Valdez (DOM)*    | AB-6                       |
| 123                        | Maicol Brito Arias (DOM)     | 50e                        |
| Directeur sportif :        |                              |                            |